# Medaglie dei Campionati mondiali di nuoto - Staffette
In questa pagina sono elencate tutte le medaglie ottenute da atleti di sesso maschile e femminile nella staffette nelle varie edizioni dei Campionati mondiali di nuoto in vasca lunga, a partire dall'edizione del 1973.

## Podi Maschili

### 4x100 metri stile libero
| Edizione           | Oro         | Argento          | Bronzo           |
| ------------------ | ----------- | ---------------- | ---------------- |
| Belgrado 1973      | Stati Uniti | Unione Sovietica | Germania Est     |
| Cali 1975          | Stati Uniti | Germania Ovest   | Italia           |
| Berlino Ovest 1978 | Stati Uniti | Germania Ovest   | Svezia           |
| Guayaquil 1982     | Stati Uniti | Unione Sovietica | Svezia           |
| Madrid 1986        | Stati Uniti | Unione Sovietica | Germania Est     |
| Perth 1991         | Stati Uniti | Germania         | Unione Sovietica |
| Roma 1994          | Stati Uniti | Russia           | Brasile          |
| Perth 1998         | Stati Uniti | Australia        | Russia           |
| Fukuoka 2001       | Australia   | Paesi Bassi      | Germania         |
| Barcellona 2003    | Russia      | Stati Uniti      | Francia          |
| Montreal 2005      | Stati Uniti | Canada           | Australia        |
| Melbourne 2007     | Stati Uniti | Italia           | Francia          |
| Roma 2009          | Stati Uniti | Russia           | Francia          |
| Shanghai 2011      | Australia   | Francia          | Stati Uniti      |
| Barcellona 2013    | Francia     | Stati Uniti      | Russia           |
| Kazan 2015         | Francia     | Russia           | Italia           |
| Budapest 2017      | Stati Uniti | Brasile          | Ungheria         |
| Gwangju 2019       | Stati Uniti | Russia           | Australia        |
| Budapest 2022      | Stati Uniti | Australia        | Italia           |
| Fukuoka 2023       | Australia   | Italia           | Stati Uniti      |
| Doha 2024          | Cina        | Italia           | Stati Uniti      |
| Singapore 2025     | Australia   | Italia           | Stati Uniti      |

- Paese più premiato:  Stati Uniti (14 , 2 , 4 )

### 4x200 metri stile libero
| Edizione           | Oro            | Argento          | Bronzo           |
| ------------------ | -------------- | ---------------- | ---------------- |
| Belgrado 1973      | Stati Uniti    | Australia        | Germania Ovest   |
| Cali 1975          | Germania Ovest | Gran Bretagna    | Unione Sovietica |
| Berlino Ovest 1978 | Stati Uniti    | Unione Sovietica | Germania Ovest   |
| Guayaquil 1982     | Stati Uniti    | Unione Sovietica | Germania Ovest   |
| Madrid 1986        | Germania Est   | Germania Ovest   | Stati Uniti      |
| Perth 1991         | Germania       | Stati Uniti      | Italia           |
| Roma 1994          | Svezia         | Russia           | Germania         |
| Perth 1998         | Australia      | Paesi Bassi      | Gran Bretagna    |
| Fukuoka 2001       | Australia      | Italia           | Stati Uniti      |
| Barcellona 2003    | Australia      | Stati Uniti      | Germania         |
| Montreal 2005      | Stati Uniti    | Canada           | Australia        |
| Melbourne 2007     | Stati Uniti    | Australia        | Canada           |
| Roma 2009          | Stati Uniti    | Russia           | Australia        |
| Shanghai 2011      | Stati Uniti    | Francia          | Cina             |
| Barcellona 2013    | Stati Uniti    | Russia           | Cina             |
| Kazan 2015         | Gran Bretagna  | Stati Uniti      | Australia        |
| Budapest 2017      | Gran Bretagna  | Russia           | Stati Uniti      |
| Gwangju 2019       | Australia      | Russia           | Stati Uniti      |
| Budapest 2022      | Stati Uniti    | Australia        | Gran Bretagna    |
| Fukuoka 2023       | Gran Bretagna  | Stati Uniti      | Australia        |
| Doha 2024          | Cina           | Corea del Sud    | Stati Uniti      |
| Singapore 2025     | Gran Bretagna  | Cina             | Australia        |

- Paese più premiato:  Stati Uniti (9 , 4 , 5 )

### 4x100 metri misti
| Edizione           | Oro                         | Argento          | Bronzo           |
| ------------------ | --------------------------- | ---------------- | ---------------- |
| Belgrado 1973      | Stati Uniti                 | Germania Est     | Canada           |
| Cali 1975          | Stati Uniti                 | Germania Ovest   | Regno Unito      |
| Berlino Ovest 1978 | Stati Uniti                 | Germania Ovest   | Regno Unito      |
| Guayaquil 1982     | Stati Uniti                 | Unione Sovietica | Germania Ovest   |
| Madrid 1986        | Stati Uniti                 | Germania Ovest   | Unione Sovietica |
| Perth 1991         | Stati Uniti                 | Unione Sovietica | Germania         |
| Roma 1994          | Stati Uniti                 | Russia           | Ungheria         |
| Perth 1998         | Australia                   | Stati Uniti      | Ungheria         |
| Fukuoka 2001       | Australia                   | Germania         | Russia           |
| Barcellona 2003    | Stati Uniti                 | Russia           | Giappone         |
| Montreal 2005      | Stati Uniti                 | Russia           | Giappone         |
| Melbourne 2007     | Australia                   | Giappone         | Russia           |
| Roma 2009          | Stati Uniti                 | Germania         | Australia        |
| Shanghai 2011      | Stati Uniti                 | Australia        | Germania         |
| Barcellona 2013    | Francia                     | Australia        | Giappone         |
| Kazan 2015         | Stati Uniti                 | Australia        | Francia          |
| Budapest 2017      | Stati Uniti                 | Regno Unito      | Russia           |
| Gwangju 2019       | Gran Bretagna               | Stati Uniti      | Russia           |
| Budapest 2022      | Italia                      | Stati Uniti      | Australia        |
| Fukuoka 2023       | Stati Uniti                 | Cina             | Australia        |
| Doha 2024          | Stati Uniti                 | Paesi Bassi      | Italia           |
| Singapore 2025     | Atleti Neutrali Autorizzati | Francia          | Stati Uniti      |

- Paese più premiato:  Stati Uniti (15 , 3 , 1 )

## Podi Femminili

### 4x100 metri stile libero
| Edizione           | Oro          | Argento      | Bronzo         |
| ------------------ | ------------ | ------------ | -------------- |
| Belgrado 1973      | Germania Est | Stati Uniti  | Germania Ovest |
| Cali 1975          | Germania Est | Stati Uniti  | Canada         |
| Berlino Ovest 1978 | Stati Uniti  | Germania Est | Canada         |
| Guayaquil 1982     | Germania Est | Stati Uniti  | Paesi Bassi    |
| Madrid 1986        | Germania Est | Stati Uniti  | Paesi Bassi    |
| Perth 1991         | Stati Uniti  | Germania     | Paesi Bassi    |
| Roma 1994          | Cina         | Stati Uniti  | Germania       |
| Perth 1998         | Stati Uniti  | Germania     | Australia      |
| Fukuoka 2001       | Germania     | Stati Uniti  | Regno Unito    |
| Barcellona 2003    | Stati Uniti  | Germania     | Australia      |
| Montreal 2005      | Australia    | Germania     | Stati Uniti    |
| Melbourne 2007     | Australia    | Stati Uniti  | Paesi Bassi    |
| Roma 2009          | Paesi Bassi  | Germania     | Australia      |
| Shanghai 2011      | Paesi Bassi  | Stati Uniti  | Germania       |
| Barcellona 2013    | Stati Uniti  | Australia    | Paesi Bassi    |
| Kazan 2015         | Australia    | Paesi Bassi  | Stati Uniti    |
| Budapest 2017      | Stati Uniti  | Australia    | Paesi Bassi    |
| Gwangju 2019       | Australia    | Stati Uniti  | Canada         |
| Budapest 2022      | Australia    | Canada       | Stati Uniti    |
| Fukuoka 2023       | Australia    | Stati Uniti  | Cina           |
| Doha 2024          | Paesi Bassi  | Australia    | Canada         |
| Singapore 2025     | Australia    | Stati Uniti  | Paesi Bassi    |

- Paese più premiato:  Stati Uniti (6 , 11 , 3 )

### 4x200 metri stile libero
| Edizione        | Oro           | Argento       | Bronzo        |
| --------------- | ------------- | ------------- | ------------- |
| Madrid 1986     | Germania Est  | Stati Uniti   | Paesi Bassi   |
| Perth 1991      | Germania      | Paesi Bassi   | Danimarca     |
| Roma 1994       | Cina          | Germania      | Stati Uniti   |
| Perth 1998      | Germania      | Stati Uniti   | Australia     |
| Fukuoka 2001    | Gran Bretagna | Germania      | Giappone      |
| Barcellona 2003 | Stati Uniti   | Australia     | Cina          |
| Montreal 2005   | Stati Uniti   | Australia     | Cina          |
| Melbourne 2007  | Stati Uniti   | Germania      | Francia       |
| Roma 2009       | Cina          | Stati Uniti   | Gran Bretagna |
| Shanghai 2011   | Stati Uniti   | Australia     | Cina          |
| Barcellona 2013 | Stati Uniti   | Australia     | Francia       |
| Kazan 2015      | Stati Uniti   | Italia        | Cina          |
| Budapest 2017   | Stati Uniti   | Cina          | Australia     |
| Gwangju 2019    | Australia     | Stati Uniti   | Canada        |
| Budapest 2022   | Stati Uniti   | Australia     | Canada        |
| Fukuoka 2023    | Australia     | Stati Uniti   | Cina          |
| Doha 2024       | Cina          | Gran Bretagna | Australia     |
| Singapore 2025  | Australia     | Stati Uniti   | Cina          |

- Paese più premiato:  Stati Uniti (8 , 6 , 1 )

### 4x100 metri misti
| Edizione           | Oro          | Argento      | Bronzo           |
| ------------------ | ------------ | ------------ | ---------------- |
| Belgrado 1973      | Germania Est | Stati Uniti  | Germania Ovest   |
| Cali 1975          | Germania Est | Stati Uniti  | Paesi Bassi      |
| Berlino Ovest 1978 | Stati Uniti  | Germania Est | Unione Sovietica |
| Guayaquil 1982     | Germania Est | Stati Uniti  | Unione Sovietica |
| Madrid 1986        | Germania Est | Stati Uniti  | Paesi Bassi      |
| Perth 1991         | Stati Uniti  | Australia    | Germania         |
| Roma 1994          | Cina         | Stati Uniti  | Russia           |
| Perth 1998         | Stati Uniti  | Australia    | Giappone         |
| Fukuoka 2001       | Australia    | Stati Uniti  | Cina             |
| Barcellona 2003    | Cina         | Stati Uniti  | Australia        |
| Montreal 2005      | Australia    | Stati Uniti  | Germania         |
| Melbourne 2007     | Australia    | Stati Uniti  | Cina             |
| Roma 2009          | Cina         | Australia    | Germania         |
| Shanghai 2011      | Stati Uniti  | Cina         | Australia        |
| Barcellona 2013    | Stati Uniti  | Australia    | Russia           |
| Kazan 2015         | Cina         | Svezia       | Australia        |
| Budapest 2017      | Stati Uniti  | Russia       | Australia        |
| Gwangju 2019       | Stati Uniti  | Australia    | Canada           |
| Budapest 2022      | Stati Uniti  | Australia    | Canada           |
| Fukuoka 2023       | Stati Uniti  | Australia    | Canada           |
| Doha 2024          | Australia    | Svezia       | Canada           |
| Singapore 2025     | Stati Uniti  | Australia    | Cina             |

- Paese più premiato:  Stati Uniti (10 , 9 )

## Podi misti

### 4x100 metri stile libero
| Edizione       | Oro         | Argento                     | Bronzo      |
| -------------- | ----------- | --------------------------- | ----------- |
| Kazan 2015     | Stati Uniti | Paesi Bassi                 | Canada      |
| Budapest 2017  | Stati Uniti | Paesi Bassi                 | Canada      |
| Gwangju 2019   | Stati Uniti | Australia                   | Francia     |
| Budapest 2022  | Australia   | Canada                      | Stati Uniti |
| Fukuoka 2023   | Australia   | Stati Uniti                 | Regno Unito |
| Doha 2024      | Cina        | Australia                   | Stati Uniti |
| Singapore 2025 | Stati Uniti | Atleti Neutrali Autorizzati | Francia     |

- Paese più premiato:  Stati Uniti (4 , 1 , 2 )

### 4x100 metri misti
| Edizione       | Oro                         | Argento     | Bronzo        |
| -------------- | --------------------------- | ----------- | ------------- |
| Kazan 2015     | Regno Unito                 | Stati Uniti | Germania      |
| Budapest 2017  | Stati Uniti                 | Australia   | Canada Cina   |
| Gwangju 2019   | Australia                   | Stati Uniti | Gran Bretagna |
| Budapest 2022  | Stati Uniti                 | Australia   | Paesi Bassi   |
| Fukuoka 2023   | Cina                        | Australia   | Stati Uniti   |
| Doha 2024      | Stati Uniti                 | Australia   | Gran Bretagna |
| Singapore 2025 | Atleti Neutrali Autorizzati | Cina        | Canada        |

- Paese più premiato:  Stati Uniti (3 , 2 , 1 )